# Adelaide Boddam-Whetham
Adelaide Harriet Matilda Boddam-Whetham (* 9. Dezember 1860 in Eden; † 20. September 1954 in Folkestone, England) war eine britische Bogenschützin. 
Sie wurde bei den Olympischen Sommerspielen 1908 im Double-National-Round-Wettkampf Zehnte.